# Памятник Бременским музыкантам (Рига)

Памятник Бременским музыкантам

«Памятник Бременским музыкантам»— один из самых популярных памятников Старого города Риги. Выполнен бременским скульптором Кристой Баумгертель, преподнесён Риге в дар городом-побратимом Бременом и установлен в 1990 году.
Расположен напротив Подворья конвента (непосредственно перед жёлтым зданием конвента Экка), у алтарной части церкви Святого Петра со стороны улицы Скарню. С северо-восточной стороны от памятника расположена церковь Святого Иоанна.
Памятник представляет собой скульптурную композицию из Бременских музыкантов, состоящую из четырёх животных — персонажей народной сказки, известной в пересказе братьев Гримм. Бременские музыканты изображены в тот момент развития сюжета, когда они заглядывают в окно к лесным разбойникам. Шутливая интерпретация символической концепции памятника гласит, что он представляет собой олицетворение окончания Холодной войны и объединение двух блоков.
Существует поверье, согласно которому, если потереть нос осла и загадать желание, оно обязательно сбудется. Есть возможность реализовать ещё три желания, потерев носы других животных. Самое сокровенное желание исполняет петух, дотянуться до которого сложнее всего. По другой версии, каждое следующее животное увеличивает шансы на исполнение одного заветного желания.